# Politiken
Politiken (deutsch „Politik“) ist eine dänische Tageszeitung und neben Berlingske und Jyllands-Posten eine der drei großen Zeitungen Dänemarks. Ihr Redaktionsgebäude befindet sich im Politikens Hus am Rådhuspladsen in Kopenhagen.

## Geschichte
Die Zeitung wurde von den drei liberalen Schriftstellern Viggo Hørup, Edvard Brandes und Herman Meyer Bing am 1. Oktober 1884 in Kopenhagen gegründet, um ein Organ für den europäischen Flügel der liberalen dänischen Partei Venstre herauszugeben. Zu diesem Zeitpunkt hatte Politiken eine Auflage von 2.000 Exemplaren und kostete fünf Øre.
Später kam Politiken Weekly dazu, eine wöchentliche Ausgabe für Dänen und Dänischsprachige im Ausland. Wegen der Konkurrenz von Gratiszeitungen und Nachrichtenportalen im Internet nahm seit Ende der 1990er Jahre die Auflage kontinuierlich ab, was im Gleichzug mit anderen dänischen Tageszeitungen geschah. So wurde im Juli 2011 eine Auflage von lediglich 92.660 Exemplaren erreicht, wodurch Politiken den dritten Platz unter den größten Tageszeitungen in Dänemark einnahm.
Die Zeitung wird inzwischen dem linksliberalen Spektrum zugerechnet. Seit 2003 ist Politiken mit Jyllands-Posten im Unternehmen JP/Politikens Hus A/S verbunden. Beide Zeitungen haben jedoch ihr unterschiedliches Profil beibehalten. Zum Konzern gehört auch die Boulevardzeitung Ekstra Bladet.
Von 1993 bis zu seinem Tod im Jahr 2011 war Tøger Seidenfaden, der als einer der einflussreichsten Journalisten der letzten Jahrzehnte in Dänemark gilt, Chefredakteur des Blattes. Sein Nachfolger war von 2011 bis 2016 Bo Lidegaard, dem wiederum Christian Jensen nachfolgte.
2012 wurde der Politiken Fond Mitbegründer des Europäischen Pressepreises (European Press Prize).
Anlässlich der dramatischen Erkenntnisse von der UN-Klimakonferenz in Katowice 2018 verkündete der verantwortliche Chefredakteur Christian Jensen  einen verstärkten Einsatz des Blattes für den Klimaschutz: „Wir haben den Ernst der Lage verstanden. [...] Ab jetzt wird gehandelt und nicht mehr nur geredet.“ In der Folge verstärkte Politiken die Berichterstattung über die Klimakrise, beendete für seine Mitarbeiter die Möglichkeit zu Flugreisen auf dienstlichen Inlandsstrecken und schränkte die Berichterstattung über Fernziele im Reiseteil stark ein.
Politiken ist Mitglied der European Investigative Collaboration (EIC).

## Siehe auch

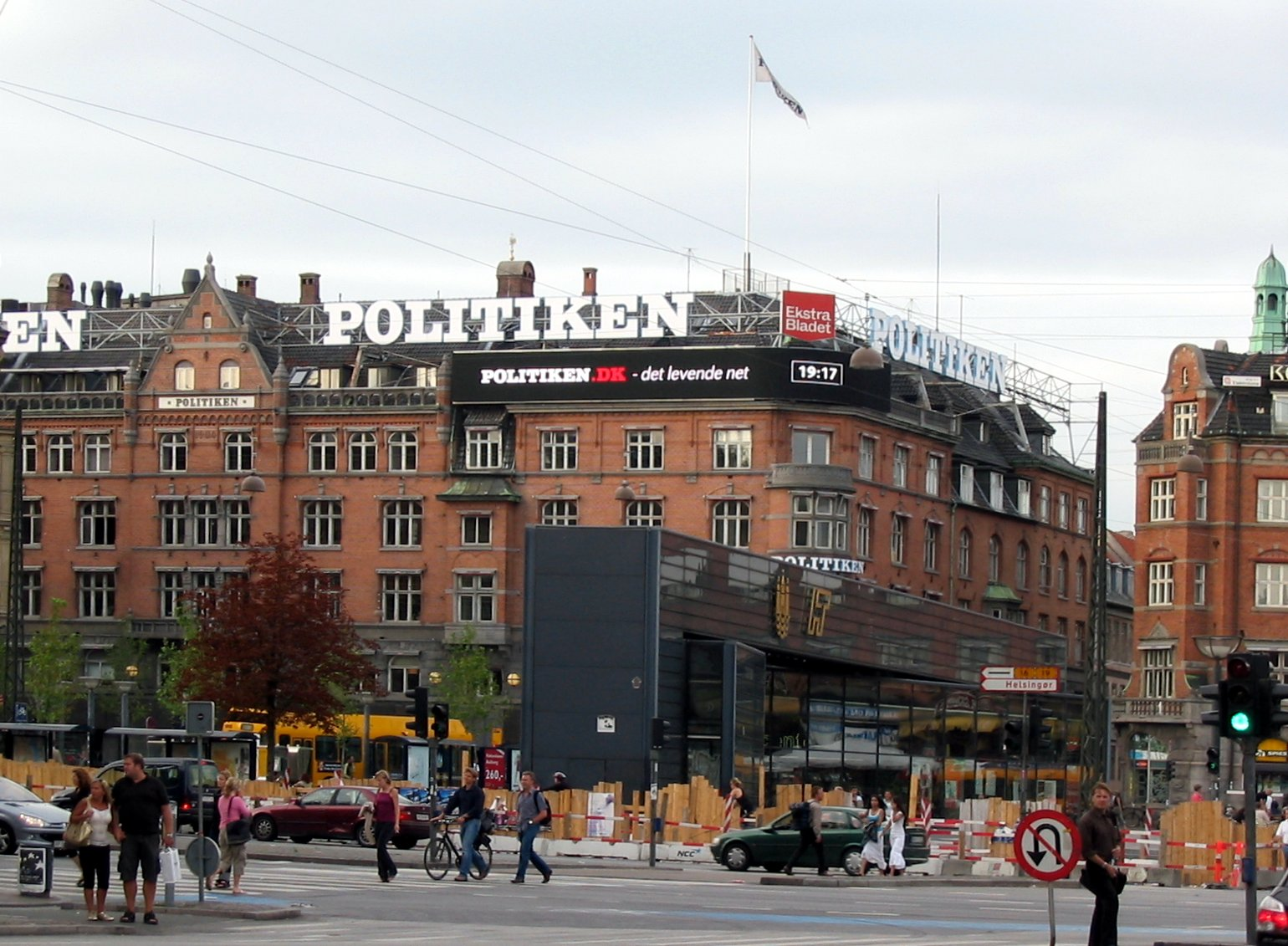
Redaktionsgebäude Politikens Hus am Kopenhagener Rådhuspladsen